# Okwabaum
Der Okwabaum oder Afrikanischer Brotfruchtbaum (Treculia africana) ist eine Pflanzenart aus der Gattung Treculia innerhalb der Familie der Maulbeergewächse (Moraceae). Die Samen finden im Verbreitungsgebiet in Afrika vielfältige Verwendung als Lebensmittel. Der Gattungsname ehrt Auguste Adolphe Lucien Trécul (1818–1896), einen französischen Botaniker.

## Beschreibung

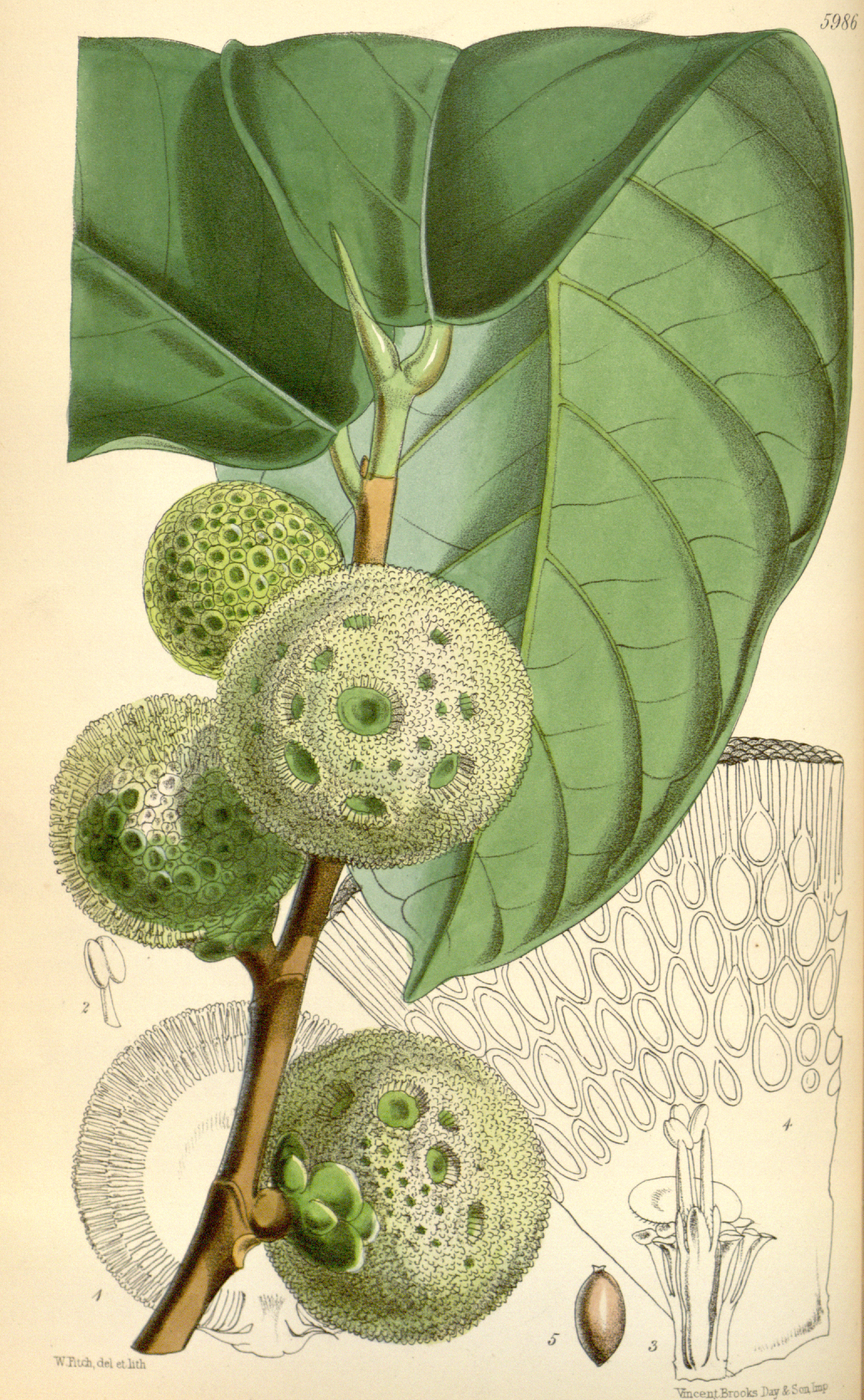
Illustration

### Vegetative Merkmale
Der Okwabaum ist ein schnellwüchsiger, großer, immergrüner Baum, der Wuchshöhen von 20 bis 25, selten auch bis 30 Meter oder mehr und Stammdurchmesser von 2 bis 4 Meter oder mehr erreicht. Die Krone ist ausladend und dicht. Die dicke Rinde ist bräunlich bis hellgrau und relativ glatt. Der Stamm ist oft an der Basis geriffelt und teils verdreht. Der Baum führt einen Milchsaft der dann rötlich wird.
Der Neuaustrieb ist rot oder gelb („Laubausschüttung“). Die gegenständigen, kurz gestielten, einfachen und ganzrandigen, meist glatten Laubblätter sind ledrig und unterseits heller. Die Blattspreite ist eiförmig oder verkehrt-eiförmig bis eilanzettlich oder elliptisch und etwa 20 bis 40 Zentimeter lang und spitz oder bespitzt oder rundspitzig, oberseits ist sie tiefgrün und glänzend. Die gefiederte Nervatur ist heller und unterseits ist die Mittelader hervortretend. Die Nebenblätter fallen früh ab. Die jungen Blätter sind rötlich.

### Generative Merkmale
Der Okwabaum ist einhäusig gemischtgeschlechtig (monözisch) oder meist zweihäusig getrenntgeschlechtlich (diözisch). In achsel- oder seitenständigen, doldigen Blütenständen erscheinen die weißlichen bis gelblichen Blüten, die kugeligen, meistens eingeschlechtigen, mehr oder weniger gestielten Blütenstände haben einem Durchmesser von 5–10 Zentimetern. Wobei die männlichen Blütenstände kleiner sind. Die Blütenstände sind mit mehreren kurzen, ledrigen Deckblättern unterlegt. In den weiblichen Blütenständen können reduzierte männliche Blüten vorkommen. Die weiblichen Blüten besitzen eine eng anliegende, drei- bis vierteilige Blütenhülle  oder sie fehlt meist ganz, die vorstehende Narbe ist zweiteilig und fädig, die männlichen Blüten besitzen meist zwei oder drei, bis fünf, vorstehende Staubblätter und eine zwei- bis fünflappige, röhrige Blütenhülle. Die Blüten besitzen jeweils teils stieltellerförmige Deckblätter, die meistens in Bündeln zusammenstehen.
Die kürbisähnlichen Fruchtverbände (Scheinfrüchte) sind groß, grün oder gelbgrün bis bräunlich, rundlich bis ellipsoid und ziemlich glatt bis etwas faltig und knubbelig, mit einem Durchmesser von etwa 20–40 Zentimetern oder mehr und einem Gewicht von bis zu 9 bis 25 kg. Sie enthalten bis etwa 6.500 essbare, orange-bräunliche, eiförmige bis elliptische, getreideähnliche, etwa 1–1,5 cm lange Samen, diese wiegen bis zu 2,3 kg pro Fruchtverband. Die Samenschale ist dünn und leicht ablösbar, die zwei enthaltenen, essbaren Kotyledonen sind dimorph, also eine ist größer als die andere. Die Samen liegen in einer schleimigen Hülle (Fruchtschale der Einzelfrüchte) und die einzelnen Früchte sind in einem weißlichen bis bräunlichen oder rosafarbenen, schwammartigen und ungenießbaren Gewebe (Pulpe), ungleich tief, eingelagert. Die Samen enthalten Blausäure, Tannine, Oxalate und Alkaloide, darum sollten die Samen nicht roh verzehrt werden, sie müssen erst hitzebehandelt werden.

## Verbreitung
Treculia africana ist hauptsächlich in Westafrika von Senegambien bis Angola verbreitet, ist aber auch in Zentralafrika häufig.

## Verwendung
Die Samen enthalten ca. 19 % hochwertiges Eiweiß, 15 bis 19 % Fett, 40 bis 45 % Stärke neben 3 bis 9 % Zucker, 3 bis 5 % Rohfaser und etwa 2,5 % Mineralsalze.
Die angenehm schmeckenden Samen werden von den Einheimischen gegessen, in Angola und St. Thomé findet man sie sogar regelmäßig auf den Märkten. In West-Afrika wird ein Mehl daraus bereitet. Dieses kann in Mischung mit Maniok-, Sago- oder Okwamehl zu Brot und Teigwaren verbacken werden. Ebenso kann auch ein Öl aus dem Sameninhalt gepresst werden, das zu Margarine weiterverarbeitet wird. Der Anbau des Okwabaums wird in zahlreichen Entwicklungsprojekten besonders gefördert.

## Systematik
Die Erstveröffentlichung von Treculia africana erfolgte durch Joseph Decaisne ex Auguste Trécul. Synonyme für Treculia africana Decne. ex Trécul sind: Treculia affona N.E.Br., Treculia africana var. nitida Engl., Treculia africana var. engleriana (De Wild. & Th.Dur.) Engl., Ficus whytei Stapf, Treculia erinacea A.Chev. nom. nudum, Treculia dewevrei De Wild. & Th.Dur., Ficus welsitschii Miq.
Varietäten von Treculia africana sind:
- Treculia africana var. africana
- Treculia africana var. inversa Okafor
- Treculia africana var. sambiranensis (Leandri) C.C.Berg
- Treculia africana var. ilicifolia (Leandri) C.C.Berg
- Treculia africana var. mollis (Engl.) J.Léonard